# Ampliación Ejido Rincón
Ampliación Ejido Rincón är en ort i Mexiko.   Den ligger i kommunen Tamalín och delstaten Veracruz, i den sydöstra delen av landet, 280 km nordost om huvudstaden Mexico City. Ampliación Ejido Rincón ligger 25 meter över havet och antalet invånare är 191.
Terrängen runt Ampliación Ejido Rincón är platt. Runt Ampliación Ejido Rincón är det ganska glesbefolkat, med 36 invånare per kvadratkilometer. Närmaste större samhälle är Los Altos, 7,5 km sydväst om Ampliación Ejido Rincón. Omgivningarna runt Ampliación Ejido Rincón är en mosaik av jordbruksmark och naturlig växtlighet.